# Улица Тринклера (Харьков)
Улица Тринклера — улица в Шевченковском районе Харькова, в районе Госпрома. Длина 1175 м. Начинается от площади Свободы, пересекается с проспектом Независимости, улицам Данилевского и Культуры. В неё упирается улица Маяковского. Заканчивается на пересечении с улицей Динамовской. Застроена преимущественно пятиэтажными домами. Названа в честь выдающегося хирурга, ученого и педагога Николая Тринклера.

## История
Улица возникла в 70-х годах XIX века, когда здесь в 1877 году построили девять лазаретных бараков для лечения раненых и больных солдат. Впоследствии на ней было построено клиническое городок Харьковского университета и жилые дома, но еще долгое время оставалось много пустырей. Напротив госпиталя находилось одно из главных футбольных полей города. После 1917 года была застроена северная часть магистрали, и она протянулась к нынешней Динамовской улице. Тогда же был построен большой дом нынешней стоматологической клиники и Института гигиены труда и профессиональных заболеваний ( архитектор В. А. Естрович), проложена трамвайная линия.
Первоначальное название — Лазаретная. Нынешнее название носит с 30 сентября 1925 года. В соответствии с решением городской управы от 7 сентября 1942, в период немецкой оккупации меняла название на ул. Воробьева. Согласно списку улиц 1954 году, в послевоенный период также некоторое время носила имя Воробьева.

## Дома
- Дом №6  — Научно-исследовательский институт гигиены труда и профзаболеваний и областная стоматологическая поликлиника. Построенный для Института коммунальной гигиены архитектором В. А. Естровичем в 1935 г.

- Дом № 8 — Музей природы Харьковского национального университета им. В. Н. Каразина. Дом построен архитектором В. В. Величко в 1899-1901 гг. Как общежитие для студентов университета . Долгое время здесь размещался биологический факультет университета. После реконструкции интерьеров в нем открылся музей природы. Симметричное здание отступает от красной линии и доминирует в застройке улицы. Фасады выполнены в формах русского классицизма XIX века.

## Объекты на улице Тринклера
- Научно-исследовательский институт гигиены труда и профессиональных заболеваний Харьковского национального медицинского университета
- Клиника терапевтической урологии и андрологии «Санос»
- Медико-реабилитационная служба «Врач Костюк»
- Харьковская областная стоматологическая поликлиника
- Телерадиокомпания «SIMON»
- Радио «Шансон»
- Издательский дом «Империал»